# 莫尔法索
莫尔法索（義大利語：Morfasso），是意大利皮亚琴察省的一个市镇。总面积83平方公里，人口1158人，人口密度14.0人/平方公里（2009年）。ISTAT代码为033028。